# II. Abdullah jordán király
II. Abdullah (arabul: عبد الله الثاني بن الحسين ʿAbd Allāh aṯ-Ṯānī ibn al-Ḥusayn) (Ammán, 1962. január 30. –) a Jordán Hasemita Királyság királya (malik) 1999. február 7. óta.

## Élete
II. Abdullah Huszejn király és Antoinette Avril Gardiner legidősebb fia. Édesanyja, aki egy angol ezredes lányaként született, Huszejn király második felesége volt, és hercegnéként a „Muna” nevet viselte. Muna hercegné és Huszejn király azonban 1972-ben elváltak.
A herceg Angliában járt középiskolába, majd Oxfordban, Georgetownban és Sandhurstben folytatta tanulmányait. Apja haláláig a jordán hadseregben szolgált. 1999-ben a haldokló Huszejn király kedvenc feleségétől, Noor jordán királynétól született fiát, Hamzahot tette meg a trón majdani örökösének, ugyanakkor utódjául legidősebb fiát, Abdullahot nevezte ki. A király 1999. február 7-én hunyt el, és ezen a napon lépett trónra Abdullah.
1993-ban feleségül vette a palesztin Ránija Ál Jasint, akiből a jordán királyné lett. Ránija királyné hatalmas népszerűségnek örvend Jordániában, elsősorban jótékonysági akciói miatt. A királyi párnak négy gyermeke született:
- Huszejn koronaherceg (1994. június 28. –)
- Imán hercegnő (1996. szeptember 27. –)
- Szalma hercegnő (2000. szeptember 26. –)
- Hásim herceg (2005. január 30. –)

A király kedvelt sportjai közé tartozik a búvárkodás és az autóversenyzés. Rendszeresen szokott repülőt vagy helikoptert vezetni, és nagy ókori fegyvergyűjteménye van.
Abdullah király folytatja apja politikáját; megpróbálja modernizálni az országot. A 2000-ben kiújult palesztin–izraeli háborúban közvetítői szerepet játszott. Feleségével együtt sokat tesznek az egészségügy fejlesztéséért, és támogatják az ipar fejlődését. A király modern szemlélete ellenére az országot folyton kritikák érik sajtó és vallásszabadság terén.
További érdekesség, hogy még trónra lépése előtt kameószerepben tűnik fel egy Star Trek: Voyager epizódban.
2015 februárjában a király bejelentette, hogy szembeszáll az Iszlám Állam nevű terrorszervezettel, miután azok brutális módon kivégezték egyik pilótáját.

## Külső hivatkozások
- A király hivatalos oldala